# الاتحاد العام للمهندسين الفلسطينيين
الاتحاد العام للمهندسين الفلسطينيين اتحاد نقابي للمهندسين الفلسطينيين، تأسس في 6 ديسمبر (كانون الأول) 1973، له 27 فرع خارج فلسطين.

## التأسيس
عام 1935 أنشأت أول جمعية لمهندسين فلسطين في يافا. إثر النكبة، ظهرت فكرة انشاء تجمع للمهندسين الفلسطينيين في الشتات في عام 1965، وظهرت روابط هندسية في عدة دول، حتى تم تأسيس الاتحاد في مؤتمر تم عقده في بغداد.

## الفروع
يوجد 27 فرع للاتحاد موزع في:- (مصر -لبنان - ايطاليا - المجر - الامارات - قطر - السعودية -ليبيا - امريكا - الكويت - الجزائر - اليمن - سوريا – العراق  – اليونان - تونس -روسيا - البحرين - تركيا - فرنسا - رومانيا -النمسا - البرازيل - استراليا - يوغسلافيا - انكلترا - المانيا). بالاضافة الى 12 فرع لنقابة المهندسين – مركز القدس و 5 فروع لنقابة المهندسين بقطاع غزة

## انظر ايضًا
- اتحاد المهندسين العرب
- نقابة المهندسين-مركز القدس